# Sierra Leone az olimpiai játékokon
Sierra Leone első alkalommal 1968-ban vett részt az olimpiai játékokon, és azóta minden nyári olimpiára küldött sportolókat, kivéve  1972-ben, illetve 1976-ban, mikor csatlakozott az afrikai országok vezette bojkotthoz. Sierra Leone sosem szerepelt még a téli olimpiai játékokon.
Sierra Leone egyetlen olimpikonja sem szerzett még érmet.
A Sierra Leone-i Nemzeti Olimpiai Bizottság 1964-ben alakult meg, a NOB még ebben az évben felvette tagjai sorába, a bizottság jelenlegi elnöke H.G. Moore.